# Habitatge al carrer Peresall, 12 (Tremp)
L'Habitatge al carrer Peresall, 12 és un edifici de Tremp (Pallars Jussà) protegit com a Bé Cultural d'Interès Local.

## Descripció
Es tracta d'un edifici situat al centre del nucli urbà de Tremp al límit del antic fossat de la muralla, actual Passeig del Vall.
L'edifici consta d'una construcció estreta, de quatre nivells d'alçat on les façanes mostren característiques constructives d'èpoques diferenciades, de finals del XIX i del segle xx. El frontis principal, del carrer Peresall, és aquell més modern, diferenciat per la tipologia de les obertures i destacant pel balcó corregut amb els barrots altament decorats amb motius curvilinis. La façana posterior, mostra reminiscències d'una època anterior, tant pel que fa a la construcció del volum de la terrassa, com per les obertures de mig punt de la planta baixa o per la galeria superior conformada per dos grans arcs rebaixats amb impostes en relleu.

## Història
L'única referència històrica assimilable a la construcció és relativa a la normativa municipal de construcció de finals del XIX, que va permetre terraplenar el fossat de l'antic vall de la muralla i així aixecar edificis, només de planta baixa. Aquests edificis s'assimilen, avui dia, a les terrasses que conformen la fesomia dels edificis de la Plaça Princesa Sofia.